# Гербы районов Калужской области
Список гербов муниципальных образований Калужской области Российской Федерации.
На 1 января 2020 года в Калужской области насчитывалось 304 муниципальных образования — 2 городских округа, 24 муниципальных района, 26 городских поселений и 252 сельских поселения.

## Гербы городских округов
| Герб | Наименование  | Дата утверждения  | Номер в ГГР |
| ---- | ------------- | ----------------- | ----------- |
|      | Герб Калуги   | 30 мая 2000 года  | 587         |
|      | Герб Обнинска | 29 июня 2005 года | 1969        |

## Гербы муниципальных районов
| Герб | Наименование                                 | Дата утверждения                         | Номер в ГГР |
| ---- | -------------------------------------------- | ---------------------------------------- | ----------- |
|      | Герб Бабынинского муниципального района      | 7 февраля 2002 года                      | 910         |
|      | Герб Барятинского муниципального района      | 29 ноября 2018 года                      | 12126       |
|      | Герб Боровского муниципального района        | 24 мая 2006 года                         | 2549        |
|      | Герб Дзержинского муниципального района      | 17 июля 2008 года                        | 4237        |
|      | Герб Думиничского муниципального района      | 17 июля 2008 года30 августа 2013 года    | 8736        |
|      | Герб Жиздринского муниципального района      | 26 февраля 2019 года; 18 марта 2019 года | 12293       |
|      | Герб Жуковского муниципального района        | 28 октября 1998 года; 2 ноября 2005      | 320         |
|      | Герб Износковского муниципального района     | 27 мая 2010 года                         | 6280        |
|      | Герб Кировского муниципального района        | 29 июля 2004 года                        | 1524        |
|      | Герб Козельского муниципального района       | 26 октября 2018 года                     | 12064       |
|      | Герб Куйбышевского муниципального района     | 28 октября 2011 года                     | 7314        |
|      | Герб Людиновского муниципального района      | 26 июля 2002 года                        | 997         |
|      | Герб Малоярославецкого муниципального района | 25 апреля 2012 года                      | 7728        |
|      | Герб Медынского муниципального района        | 10 февраля 2005 года                     | 2134        |
|      | Герб Мещовского муниципального района        | 11 сентября 2003 года                    | 1329        |
|      | Герб Мосальского муниципального района       | 20 января 1997 года                      | 756         |
|      | Герб Перемышльского муниципального района    | 2 ноября 2017 года                       | 11601       |
|      | Герб Спас-Деменского муниципального района   | 28 января 2008 года                      | 4191        |
|      | Герб Сухиничского муниципального района      | 30 января 2019 года                      | 12158       |
|      | Герб Тарусского муниципального района        | 13 февраля 2019 года                     | 12184       |
|      | Герб Ульяновского муниципального района      | 31 октября 2018 года                     | 12077       |
|      | Герб Ферзиковского муниципального района     | 7 сентября 2016 года                     | 11099       |
|      | Герб Хвастовичского муниципального района    | 19 марта 2019 года                       | 12265       |
|      | Герб Юхновского муниципального района        | 20 сентября 2019 года                    | 12587       |